# Indiana Jones y la tumba del emperador
Indiana Jones y la tumba del emperador es un videojuego lanzado por LucasArts en el año 2003 para las plataformas de Windows, Xbox y PlayStation 2. El estilo del juego es la vista en 3ª Persona, al estilo Tomb Raider. Destaca por encima de todo la Banda sonora, muy al estilo de las películas, muy bien encajada en la historia, que provoca que nos metamos de lleno en el juego.
También cabe mencionar que la historia está bien enlazada con la película Indiana Jones and the Temple of Doom (la primera de la saga cronológicamente en la historia), ya que sucede poco antes del inesperado viaje que ha de realizar Indy junto con Short Round y la cantante Willie Scott hacia el Palacio de Pankot. Incluso uno de los personajes que aparecen al inicio de la película, Wu Han (al que disparan en el Club Obi Wan), nos acompañará durante parte del transcurso del juego.

## Argumento
Ceilán, 1935
El Doctor Henry Walton Jones Jr., alias Indiana Jones, marcha a través de las extensas junglas de Ceilán en busca del ídolo de la diosa Kouru Watu; para ello habrá de vérselas con traficantes de marfil y antigüedades hasta hallar la entrada al templo. Una vez llega hasta el ídolo (teniendo que vérselas con un cocodrilo de grandes dimensiones), llegará hasta allí uno de sus peores enemigos: Albrecht Von Beck. Éste es un oficial de la Wehrmacht que ha viajado hasta Sri Lanka con terribles intenciones. Tras darle el ídolo a Von Beck siendo apuntado con su Luger, Indy golpea al nazi, que cae al agua siendo arrastrado hacia el fondo por el cocodrilo gigantesco anteriormente mencionado.
Marshall College
Posteriormente, ya de vuelta a la Universidad, un par de agentes gubernamentales enviados por el gobierno chino, el Mariscal Kai Ti Cheng y su bella ayudante Mei Ying, le ofrecen a Jones un trabajo para hallar los fragmentos del Espejo de los sueños, necesarios para introducirse en la Tumba del Emperador Qin Shi Huang Di y encontrar el Corazón del Dragón, un objeto de incalculable valor capaz de controlar la mente de los hombres. Indy se muestra reacio a creer en las leyendas chinas, y se pregunta por qué le eligen a él si la historia china no es su especialidad. Mei Ying se encarga de demostrárselo al arrojar el ídolo de Kouru Watu y descubrir así el primero de los fragmentos del Espejo de los sueños, diseminados por todo el globo. Para colmo eran esos fragmentos los que también los nazis buscaban.
Praga
El Mariscal Kai le consigue al Dr. Jones unos billetes hacia Praga, donde ha de introducirse en un castillo deshabitado. Al llegar allí comprueba que todo está plagado de agentes de la Gestapo. Como peligro añadido, el castillo cuenta con extraños pasadizos y numerosas trampas a evitar. Indy no tarda en descubrir que los nazis realizan experimentos en el interior del castillo, y se ve obligado a entrentarse a uno de sus "resultados", un Homonculous. No le es fácil derrotar a la bestia, pero finalmente lo logra. Con el segundo fragmento en su poder, Indy se dispone a abandonar el lugar cuando una botella de gas somnífero cae cerca suyo. Antes de desfallecer, Indy comprueba que Albrecht Von Beck sigue con vida, tuerto y luciendo horribles cicatrices en la cara.
Estambul
Los nazis llevan a Indy hasta Estambul, donde le encadenan en una celda. El oficial Von Beck se marcha, no sin antes advertir a Indy de que sufrirá en el terrible interrogatorio al que le someterán. Mei Ying desciende por la pared de la torre y se introduce en el lugar dándole la llave de los grilletes a Jones. Al parecer la joven Mei Ying no es la ayudante de Kai, sino una especie de espía que sigue los pasos del Dr. Jones con desconfianza.
Indy se tendrá que abrir paso a través del lugar, repleto de turcos hasta la legendaria ciudad de Belisarius, que los nazis han descubierto en una excavación secreta. Allí descubre el último de los fragmentos del Espejo de los sueños, tras vencer a un Kraken.
Hong Kong
El Dr. Jones y Mei Ying disfrutan de una velada en el Golden Lotus Opera House, donde pretenden hablar de lo que hacer a continuación. Sin embargo, el Mariscal Kai manda a sus hombres atrapar a Mei Ying. Jones persigue a los secuestradores, pero le llevan ventaja. En ese momento aparece Wu Han, amigo de Mei Ying, que lleva al doctor Jones en un rickshaw mientras éste dispara a los numerosos esbirros de Kai que tratan de darles caza. Llegan tarde al puerto, donde Kai y algunos alemanes (incluido Von Beck) marchan en un submarino con Mei Ying. En ese momento se desvela la despreciable colaboración entre Kai y el III Reich.
Penglai
Wu Han lleva a Jones en un junco hasta Peng Lai, cuartel general de Kai, donde ha permitido a los alemanes instalar un hangar para submarinos en una laguna oculta entre las montañas, en las que también han construido una base aérea para su aviación de guerra. En ese momento Indy marcha solo hacia el interior. Ha de infiltrarse en la base de submarinos nazi para llegar hasta el teleférico que asciende a las montañas. Indy espía una reunión en la base de submarinos entre el Mariscal Kai y Von Beck, en la que este último le reprocha que haya confiado a Jones la misión de recuperar los fragmentos del Espejo de los sueños y le exige que le entregue todos los objetos que encuentre, incluido el Corazón del Dragón. Muy a su pesar, Indiana Jones se disfraza de nazi para pasar los controles de seguridad y avanzar sin llamar la atención, logrando escapar del hangar a través de los conductos de ventilación e infiltrándose en la base aérea. Finalmente consigue ascender en el teleférico, pero sufre diversos ataques de aviones de la Luftwaffe de los que logra salir airoso.
Fortaleza del Dragón Negro
Este es el lugar donde se halla prisionera Mei Ying, fuertemente vigilado por unos feroces guerreros chinos. La jaula donde la han retenido está custodiada por las terribles gemelas Feng, guardaespaldas de Kai. Indy habrá de enfrentarse a ellas para liberar a Mei Ying (ésta es la pelea más fácil con algún jefe, aunque parezca mentira). Lamentablemente, cuando va a rescatarla, el suelo bajo sus pies cede y cae en un vertiginoso descenso por un pozo sin fondo.
Templo de Kong Tien
El descenso le lleva hasta el antiguo y místico Templo de Kong Tien, en las profundidades de la montaña. Después de atravesar las peligrosas catacumbas, llenas de tumbas de las que salen muertos vivientes, Indy se enfrenta a unos enigmas aún más mortales de los que se puede imaginar, comprobándolo con creces cuando hace la elección equivocada. Tras resolver el último de ellos, halla el Pa Cheng, un arma mágica similar en funcionamiento a un boomerang que absorbe los demonios de sus enemigos y los destruye. Internándose en la sala más profunda del templo, descubre que el Mariscal Kai ensambla el Espejo de los sueños y pretende sacrificar a Mei Ying en honor al demonio Kong Tien. El demonio logra poseer a Mei Ying, pero Indy la libera destruyendo los tres orbes de dragón que la controlan y recupera el Espejo de los Sueños a tiempo de marcharse de allí.
La tumba del emperador
Ambos hallan en la ciudad de Xian la entrada a la tumba del primer Emperador, Qin, mediante el Espejo de los Sueños. El camino hacia el corazón de la tumba está plagado de trampas que sólo puede esquivar quien tenga en su poder el Espejo de los Sueños; desgraciadamente, tras una pelea con los esbirros de Kai, Indy cae por una de ellas. En una zona más subterránea de la tumba, Indy debe resolver el enigma de las campanas de la muerte, y consigue abrir la puerta hasta el famoso laberinto de terracota. En el interior del laberinto, Von Beck hace una entrada inesperada, conduciendo un vehículo blindado e intentando acabar con Jones (Este nivel es prácticamente imposible). La persecución finaliza abruptamente cuando Indy, haciendo uso de su látigo, logra pasar sobre una gran grieta por la que cae el vehículo. Es el fin del malvado Von Beck.
El Inframundo
Jones entra a través de un portal dirigiéndose hacia el inframundo chino, el Diyu. Allí cruza la Gran Muralla China (que en ese mundo es algo distinta y mucho más difícil de cruzar), y se aventura en la cripta de Huang Di enfrentándose a figuras de piedra que se levantan, pertenecientes a las tropas de los Soldados de Terracota. Allí se topa con el cuerpo de Qin Shi Huang Di, de cuya boca adquiere el Corazón del Dragón. El Emperador despierta debido a la osadía y el Mariscal Kai aprovecha para arrebatarle el poderoso objeto a Jones. Kai utiliza el terrible poder para controlar a un dragón chino y atacar a Jones, que se defiende con el Pa Cheng para lograr recuperar el Corazón del Dragón. Indy carga el Pa Cheng con energía mística para penetrar el escudo de Kai, y cuando finalmente lo logra, el dragón escapa al control de Kai, éste es elevado por las almas de las víctimas del emperador y el dragón lo devora con furia. Jones y Mei Ying abandonan el Inframundo a través de un portal mientras todo se derrumba.
Final
Indy se halla en el Golden Lotus Opera House, donde Wu Han le recuerda que han de ver a Lao Che para intercambiar con él las cenizas de Nurnatchi, primer emperador de la dinastía Manchú, por el diamante del Ojo del Pavo Real. Indy se marcha con Mei Ying y le dice que su encuentro con Lao Che puede esperar.
Nota: al parecer esto desata los eventos de la película Indiana Jones and the Temple of Doom.

## Capítulos
Ceilán
- Puertas de la ciudad perdida
- El campamento del cazador
- El camino de los ancestros
- El palacio de los reyes olvidados
- Río de colmillos
- El templo de la diosa del río
- En las cavernas sagradas
- Los guardianes silenciosos
- El ídolo de Kouru Watu

Praga
- Introducción (Marshall College, EE. UU.) (secuencia)
- Las puertas del castillo
- Las mazmorras
- El patio
- El gran vestíbulo
- La biblioteca
- El reloj del astrólogo, 1ª parte
- La armería
- El reloj del astrólogo, 2ª parte
- El observatorio
- El reloj del astrólogo, 3ª parte
- La torre de Vega
- El reloj del astrólogo, 4ª parte
- El laboratorio

Estambul
- Huida de Estambul
- El secreto de la mezquita, 1ª parte
- El secreto de la mezquita, 2ª parte
- El palacio sumergido (palacio de Belisarius)
- Las puertas de Neptuno
- La caída del rey del mar
- La guarida del kraken

Hong-Kong
- El Loto Dorado, presentación (secuencia)
- El Loto Dorado, 1ª parte
- El Loto Dorado, 2ª parte
- Las calles de Hong Kong, 1ª parte
- Las calles de Hong Kong, 2ª parte
- Las calles de Hong Kong, final (secuencia)

Laguna Peng Lai
- Viento de jade (secuencia)
- El secreto de la laguna Peng Lai, 1ª parte
- El secreto de la laguna Peng Lai, 2ª parte
- Cruz de hierro
- La reunión (secuencia)
- La base de submarinos, 1ª parte
- La base de submarinos, 2ª parte

Montañas Peng Lai
- La carretera a Peng Lai
- La infiltración
- Terror a 2.000 pies
- La base aérea
- Ascenso a la aventura

Fortaleza del Dragón Negro
- La fortaleza del Dragón Negro
- Llamada de combate
- La torre de las tormentas
- El rescate

Templo de Kong Tien
- Descenso a la oscuridad
- Las catacumbas
- La garra del dragón
- La sombra de Kong Tien
- Rescate en Peng Lai (secuencia)

La tumba del emperador
- La tumba del primer emperador
- Camino al peligro desconocido
- Las campanas de la muerte
- La venganza de Von Beck

El infierno
- Los pilares del inframundo
- El Corazón del Dragón
- La ascensión del emperador negro

Epílogo (secuencia)

## Banda sonora
La banda sonora de este juego es muy similar a la original de las películas. Todas las pistas fueron compuestas por Clint Bajakian, basándose en las originales y tomando prestado el tema "Raiders March" de John Williams. Debido a la temática del juego, se mezclan diversos estilos orientales con los ya clásicos de Indiana Jones; los temas referentes a la acción se entremezclan muy bien con los de suspense haciendo que el juego alcance una dimensión mayor.

## Curiosidades
- Los aviones que aparecen en el nivel de las Montañas Peng Lai son modelos Me 109, que en realidad no se empezaron a producir en serie hasta 1937.
- El subfusil MP40 comenzó a fabricarse recién en 1940 y hasta 1945 para las tropas alemanas durante la Segunda Guerra Mundial.
- Los nazis nunca llegaron a Estambul, aunque las operaciones de sus u-boot se extendieron al Índico e incluso al Pacífico, como se muestra en los niveles de Penglai de este juego.
- Cuando Indy está en la tumba del emperador, en el inventario no aparece ni lleva a la vista ninguna ametralladora. Sin embargo, cuando Von Beck le tiende la emboscada en el laberinto, saca una para disparar al tanque que conduce (parece que la coge de una caja que hay delante).
- La persecución de los coches en las calles de Hong Kong recuerda un poco a la persecución que sufren Indy, Short Round y Willie Scott en las calles de Shanghái en la película Indiana Jones and the Temple of Doom.
- La lucha contra Mei Ying poseída recuerda a la lucha contra Marduk en Indiana Jones y la Máquina Infernal.
- En el epílogo, Wu Han le recuerda a Indy que debe ver a Lao Che para intercambiarle un objeto; es una referencia a la película Indiana Jones and the Temple of Doom.